# درینابانت
درینابانت (انگلیسی: Drinabant) نوعی دارو است که به عنوان آنتاگونیست انتخابی گیرنده CB1 عمل می‌کند و به عنوان درمان چاقی, اسکیزوفرنی, بیماری آلزایمر, بیماری پارکینسون و وابستگی به نیکوتین مورد بررسی قرار گرفته است. اگر چه این دارو در ابتدا به عنوان درمان بیماری‌های مختلفی مورد بررسی قرار گرفت، اما شرکت سازنده دارو (شرکت سانوفی-آونتیس) سرانجام کاربرد آن را به مورد سرکوب اشتها محدود نمود. به این منظور، دارو به کارآزمایی بالینی مرحله دو نیز رسید، اما پس از مدت کوتاهی کارآزمایی متوقف شد که این امر احتمالاً به دلیل بروز عوارض جانبی شدیدی همچون اضطراب، افسردگی و افکار خودکشی در پی مصرف داروی ریمونوبانت بوده است. ریمونوبانت نیز نوعی داروی آنتاگونیست CB1 است.